# 微少女
《微少女》是狸軟件（たぬきそふと）在2009年12月18日發售的戀愛冒險類型成人遊戲。此一作品由野野原幹負責原畫，華南戀、貓舌あち、島津出水、武藤禮惠共同擔當編劇。HD版在2013年8月30日開售。
《微少女》擁有多條劇情分支路線，每條路線皆有一系列預先設定的場景和人物互動。其主要聚焦於女主角跟玩家角色的互動，並刻畫了角色之間的性行為。整個故事以主角秋津一佳的視角作切入點。他是個為觀賞女學生的身姿，而於女子學園任職的電腦科老師。
《微少女》在開售後登上了各大平台的美少女遊戲銷量排行榜。它在美少女遊戲暨動漫相關商品銷售網站Getchu屋的2009年美少女遊戲大賞中獲得色情部門第2位。並於2010年度萌系遊戲大賞奪得由業內人士選出的媒體支持獎金獎。

## 遊戲系統
《微少女》採取戀愛冒險的遊玩方式，玩家所扮演的是本作的主角秋津一佳。玩家在遊玩的時候都需閱覽熒幕上所顯示的文本和聆聽遊戲發出的聲音，用以了解故事情節和人物之間的對話。文字和聲音會與人物拼合圖和背景一同出現，用以表示一佳在跟誰對話。玩家會在故事中遇見代替背景和人物拼合圖的计算机图形。《微少女》擁有多條劇情分支路線，每條路線的结局皆有所不同。玩家的選擇會影響之後的劇情路線，從而影響結局。
本作角色之間的關係亦帶有一定性意味。有關場景包括手交、口交、性交。玩家在某些預設的段落中須選擇行為選項。對話框的下一段文本在做出選擇前並不能夠顯示。玩家必須反覆載入選項頁面並選擇不同的選項，才能夠觀覽存於不同路線的劇情。《微少女》擁有多個結局，其中包括後宮結局和懷孕結局。

## 情節
本作的男主角秋津一佳是個為觀賞女學生的身姿，而於女子學園任職的電腦科老師。他在校內曾與三位女主角渡瀨朱希、橘京花、Haruna Arutonenn接觸。某一天，他突然收到通知，說自己任教的科目可能會因為教學方針的改變而停辦。於是原本一直克制自己不做越軌行為的一佳決定不再克制，在校園對上述三位女主角作出更大膽的舉動。之後的劇情會隨着玩家的選項而出現變化——依劇情可分為六條個人線，一條後宮線。
在兩條京花線中，一佳先在校園內對京花作出各種各樣性騷擾行為。京花雖察覺到他的上述舉動，但還是為此感到興奮，而決定裝作沒事。一佳亦在過程中把自己的手機郵箱告訴給她。擁有暴露癖好的京花於是把自己沒露臉的色情照片寄給他，致使主角在某次與之聊天的過程中忍不住爬上學校天台自慰。途中他亦不斷喊著京花的名字，令跟上主角的京花認為他察覺到相中人就是自己，感到興奮。一佳在自慰後留意到京花在觀察自己的自慰過程，認為自己會因此沒法再當教師。不過第二天他收到京花的邀約，繼發現她是相中人和擁有暴露癖好。兩者進而開展一段性關係，在過程中漸漸喜歡上對方，繼而互相表白。劇情最後以京花懷孕與否作為路線分歧點。若京花沒懷孕，那麼她就會在畢業後成為偶像，而一佳則成為她的經紀人。若京花懷孕，那麽她就會在一邊懷孕的同時一邊跟主角維持性關係。
在兩條朱希線中，主角被上頭命令，要求他在校內監督珠希。即使在日常受到珠希惡言相對，但他還是籍此機會接近珠希，並偷偷進入泳池更衣室，在那偷看珠希手機內所記載的電話號碼。有一天，他在跟蹤珠希時，發現她實際上頗為喜歡自慰。於是在電話上偽裝身份，偷偷教她自慰。珠希則對他的教導十分順從。一佳繼向她揭露自己就是教她自慰的那個人。兩者進而開展一段性關係，在過程中漸漸喜歡上對方，繼而互相表白。劇情最後以朱希懷孕與否作為路線分歧點。劇情最後以朱希懷孕與否作為路線分歧點。若朱希沒懷孕，那麼她就會跟主角保持戀人關係。若朱希懷孕，那麽她就會在一邊懷孕的同時一邊跟主角維持性關係。
在兩條Haruna線中，一佳得知Haruna對自己嬌小的外表感到自卑，於是便以幫助她變得成熟為由與之開展性關係。Haruna因此對性產生興趣，並積極調查有關性的事。於是她在性慾驅使下於校內跟一佳發生初次性交體驗。兩者進而開展一段性關係，在過程中漸漸喜歡上對方，繼而互相表白。劇情最後以Haruna懷孕與否作為路線分歧點。若Haruna沒懷孕，那麼她就會跟主角結婚。若Haruna懷孕，那麼她就會在遞交結婚申請後，跟主角搬家同居。
在後宮線中，當一佳打算在保健室跟Haruna發生性行為時，另外兩位女主角突然出現，說她們倆已知道一佳腳踏三船。她們三人繼決定以性來競爭，看誰最能獲得一佳的芳心。一佳在與她們發生多次性關係也沒法下決定。三人在相討過後決定讓主角平等地愛著她們便好，於是不再競爭。並為紀念此事，而與之發生四人性行為。

## 角色
秋津一佳
為觀賞女學生的身姿，而於女子學園任職的電腦科老師。性格好色，會潛入女廁觀賞少女排尿的姿態。
渡瀨珠希
在校經常翹課的女學生，游泳部所屬。不少教師因她翹課而認為她行為差劣，但實際上她只是以有關時間練習游泳。在學會自慰後開始沉溺於有關快感，自此經常在校園內自慰。在個人線中，主角以電話短訊教她自慰為契機，與之開展性關係。
橘京花
對人友善，品學兼優的學生。實際上她是個露體癖，能夠從露體及別人帶性意味的視線中獲得快感。在個人線中，她為了滿足自己的性慾，而不斷誘惑主角，把自己的色情照片寄給他。
Haruna Arutonenn
芬日混血兒，學校的保健室職員。性格開朗積極，但對自己嬌小的外表感到自卑，並因此而被學生看輕。在個人線中，主角以讓她外表更成熟為由與之開展性關係。

## 開發
《微少女》由狸軟件（たぬきそふと）負責開發。劇本由華南戀、貓舌あち、島津出水、武藤禮惠共同構思，原畫由野野原幹負責。開發團隊在製作本作時，以新舊玩家皆容易接受的設定為核心。不過他們仍擔心此作的人物設定能否通過審查，因為她們在外表上相對年幼。為了在內容上能夠符合外界的標準，他們決定把部分在策劃階段中提出的設定省略不提。負責上色的赤丸則按照其他人員的指示上色，並於Haruna的陰部上下了一番功夫。

## 發行
狸軟件原本把這部作品暫稱為《少女企劃（暫定）》（少女企画（仮）），之後改稱為《微少女》。2009年9月7日，狸軟件開設了《微少女》的官方網站。11月20日，製作團隊發佈它的免費試玩版，予供公眾下載試玩。正式版於12月18日發行，同時相容Windows 2000/XP/Vista/7。部分商店為購入者安排了像廣播劇CD、床單、電話卡般的贈品。10月8日，狸軟件發佈《微少女 完全訂購生產版》（姪少女 完全受注生産版），其產品內容跟初回版相同。HD版在2013年8月30日推出，當中官方為本作進行了一系列的修正，比如把CG解像度提高、變更打碼位置等等。DMM.com於2017年10月6日推出本作的下載版。
官方在2009年推出了以Haruna為主題的抱枕套。Mary Jane後來宣佈它將會推出《微少女》的改編動畫，但有關計劃最後取消。

## 迴響
《微少女》在開售後登上了各大平台的美少女遊戲銷量排行榜——它在首次登上排行榜時，於美少女遊戲暨動漫相關商品銷售網站Getchu屋上獲得第8位，在雜誌《PCpress》和《BugBug》上獲得第6位。
它在Getchu屋亦被票選為2009年12月第7佳的美少女遊戲，並於該網站的2009年美少女遊戲大賞中獲得色情部門第2位。根據《BugBug》的2009年讀者美少女遊戲人氣投票結果，這部作品亦獲得色情部門第6位。它其後於2010年度萌系遊戲大賞奪得由業內人士選出的媒體支持獎金獎。雜誌《PC Angel neo》的總編高木敬介認為，野野原幹在這部作品中發揮得不錯，而狸軟件亦在市場定位上有着清晰目標。因此，他認為本作在各方面反映出其品牌形象，符合相關客群的期待，為此得到「『媒體』支持」。

### 評論
評論者認為，本作是面向蘿莉控或「擁有某種喜好者」的作品，不過《BugBug》的撰稿人宮野斜卻認為偏愛巨乳的他也能感受到這部作品的精彩之處。
他們讚揚男主角秋津一佳的人物設定及色情場景。雖然Media Clip的撰稿人I·yan提督（イ・ヤン提督，下稱提督）和宮野斜皆把一佳形容為變態，但卻認為他不令人厭惡。前者把有關感受歸因於他變態得來「並非陰險」，後者則认为他與自己有着「親近感」。不過提督認為這一設定讓一般玩家难以代入。提督亦讚揚了本作偷窥類型的色情場景，認為上述場景的角度及內褲描畫得很好。他亦對與懷孕少女發生性行為的場景表示好評。指這符合他口味。宮野斜則表示各个人路線都有放尿場景，令自己更喜欢這部作品。
評論者認為女主角的吸引之處在於「反差塑造」。提督表示自己並非蘿莉控，但也因为角色的反差塑造而讓人覺得她們「有魅力」——虽然女主角外表嬌小，但內裏卻对性十分渴求。宮野斜則列出了每條個人線所體現的反差及其吸引之處：
- 珠希線：為之留下深刻印象的一條路線。他認為朱希在日常對主角的態度與主角教她自慰時的態度形成很大對比，這突顯出她有多色情。此外他亦讚揚主角向朱希揭露自己身份的場景，指它讓人爽快。
- 京花線：形容它帶給人另一種反差感——京花表面清纯，但实際卻会诱惑人與自己發生性關係。此外他亦形容是條路線的性行為和衣裝種類多元，並對此表示好評。
- Haruna線：他認為Haruna外表嬌小等「少女特徵」與任職保健室職員等「大人特徵」的反差為這條路線的亮點所在。並讚揚Haruna與主角還沒成为恋人之前的描寫。

不過評論者對本作的劇情褒貶參半。提督認為其劇情「較跳躍」，讓主流美少女遊戲玩家难以玩下去。宮野斜讚揚本作的恋愛情節，指其內容挺為豐富，而且能觸動情感。

## 外部連結
- 官方網站的互聯網檔案館備份（日語）